# Джо Бака
Джозеф Наталіо «Джо» Бака (англ. Joseph Natalio «Joe» Baca; нар. 23 січня 1947, Белен, Нью-Мексико) — американський політик. З 1999 по 2013 рік він представляв штат Каліфорнія у Палаті представників США. У 2015 році він вийшов зі складу Демократичної партії, ставши республіканцем.
З 1966 по 1968 він служив в армії Сполучених Штатів, у 1971 закінчив Каліфорнійський університет у Лос-Анджелесі. Потім він протягом 15 років працював на електричну та телефонну компанію. Між 1992 і 1999 він був членом Державних зборів Каліфорнії, у 1999 році став членом Сенату штату Каліфорнія.
Одружений, має п'ятьох дітей. Його син, Джо Бака-молодший, був членом Державних зборів Каліфорнії.